# Dieci cose
Dieci cose è stato un programma televisivo italiano di genere varietà creato da Magnolia, andato in onda dal 15 ottobre al 5 novembre 2016, su Rai 1, con la conduzione di Flavio Insinna e Federico Russo.

## Il programma
Il programma, nato da un'idea di Walter Veltroni, prevede che ad ogni puntata due rappresentanti della scena culturale, musicale, televisiva e sportiva italiana raccontino aspetti inediti della loro vita confessando le dieci cose che li hanno particolarmente segnati, intramezzati da interventi degli ospiti, coreografie, filmati ed esibizioni musicali dal vivo.

### Format
Dieci cose è uno spettacolo in cui i conduttori accolgono ogni settimana due VIP, diversi per ciascuna puntata, che diventano i protagonisti di un racconto mirato a conoscere le "dieci cose" più importanti della loro vita. 
Il maestro Pippo Lamberti dirige la band che accompagna tutte le esibizioni live.

## Edizioni
| Edizione | Conduzione                      | Inizio          | Fine            | Puntate | Sede                            |
| -------- | ------------------------------- | --------------- | --------------- | ------- | ------------------------------- |
| 1        | Flavio Insinna e Federico Russo | 15 ottobre 2016 | 5 novembre 2016 | 4       | Auditorium RAI del Foro Italico |

### Puntate
| Puntata | Messa in onda   | Protagonisti                           | Ospiti | Telespettatori | Share  |
| ------- | --------------- | -------------------------------------- | --- | -------------- | ------ |
| 1       | 15 ottobre 2016 | Alessandro Cattelan e Gianluigi Buffon | Beatrice Vio, Mario Calabresi, Fiorella Mannoia, Neri Marcorè, Nino Frassica, Claudio Lippi, Alessandro Borghese, Elio e le Storie Tese, Gialappa's Band, gli Street Clerks e i Catapult         | 2 368 000      | 10,88% |
| 2       | 22 ottobre 2016 | Antonella Clerici e Stefania Sandrelli | Nek, Patty Pravo, Fabrizio Frizzi, Enrico Mentana, Arturo Brachetti, Gigi D'Alessio, Marco Dané, Gianluca De Angelis, Marta Zoboli, Luca Dotto, Guillermo Mariotto, Daniel Nilsson, Flying Steps | 2 506 000      | 11,17% |
| 3       | 29 ottobre 2016 | Gianna Nannini e Gigi Proietti         | Noemi, Gino Paoli, Giorgio Tirabassi, Rodolfo Laganà, Nadia Rinaldi, Giampiero Ingrassia, Pif | 2 613 000      | 11,48% |
| 4       | 5 novembre 2016 | Rita Pavone e Enrico Brignano          | Anna Foglietta, Edoardo Leo, Geghegè, Raphael Gualazzi, Paolo Belli | 2 833 000      | 12,46% |
| Media   | Media           | Media                                  | Media | 2 580 000      | 11,49% |